# Suncook
Suncook és una concentració de població designada pel cens dels Estats Units a l'estat de Nou Hampshire. Segons el cens del 2000 tenia 5.362 habitants.

## Demografia
Segons el cens del 2000, Suncook tenia 5.362 habitants, 2.338 habitatges, i 1.386 famílies. La densitat de població era de 561,1 habitants per km².
Dels 2.338 habitatges en un 29,2% hi vivien nens de menys de 18 anys, en un 43,9% hi vivien parelles casades, en un 11,4% dones solteres, i en un 40,7% no eren unitats familiars. En el 33,6% dels habitatges hi vivien persones soles el 13,1% de les quals corresponia a persones de 65 anys o més que vivien soles. El nombre mitjà de persones vivint en cada habitatge era de 2,29 i el nombre mitjà de persones que vivien en cada família era de 2,94.
Per edats la població es repartia de la següent manera: un 23,9% tenia menys de 18 anys, un 7,2% entre 18 i 24, un 33,2% entre 25 i 44, un 21,7% de 45 a 60 i un 14% 65 anys o més.
L'edat mediana era de 37 anys. Per cada 100 dones de 18 o més anys hi havia 87,4 homes.
La renda mediana per habitatge era de 41.973 $ i la renda mediana per família de 55.335 $. Els homes tenien una renda mediana de 36.707 $ mentre que les dones 25.590 $. La renda per capita de la població era de 20.703 $. Entorn de l'1,9% de les famílies i el 5,9% de la població estaven per davall del llindar de pobresa.